# Penina Davidson
Penina Jasmine Davidson (Auckland, 2 settembre 1995) è una cestista neozelandese.

## Carriera
Con la Nuova Zelanda ha disputato due edizioni dei Campionati oceaniani (2013, 2015) e due dei Campionati asiatici (2019, 2021).